# Satana (Maharashtra)
Satana es una ciudad y  municipio situada en el distrito de Nashik en el estado de Maharashtra (India). Su población es de 37701 habitantes (2011). Se encuentra a 87 km de Nashik.

## Demografía
Según el censo de 2011 la población de Satana era de 37701 habitantes, de los cuales 19449 eran hombres y 18252 eran mujeres. Satana tiene una tasa media de alfabetización del 89,73%, superior a la media estatal del 82,34%: la alfabetización masculina es del 93,21%, y la alfabetización femenina del 84,16%.